# Neurogomphus wittei
Neurogomphus wittei – gatunek ważki z rodziny gadziogłówkowatych (Gomphidae).